# Valentine Ligny
Pour les articles homonymes, voir Ligny.
Valentine Ligny, née le 22 octobre 1906 à Avion dans le Pas-de-Calais, et morte le 4 janvier 2022 à Amiens, est une supercentenaire française. 
À la mort de Jeanne Bot le 22 mai 2021, elle est la vice-doyenne des Français derrière Lucile Randon.

## Biographie

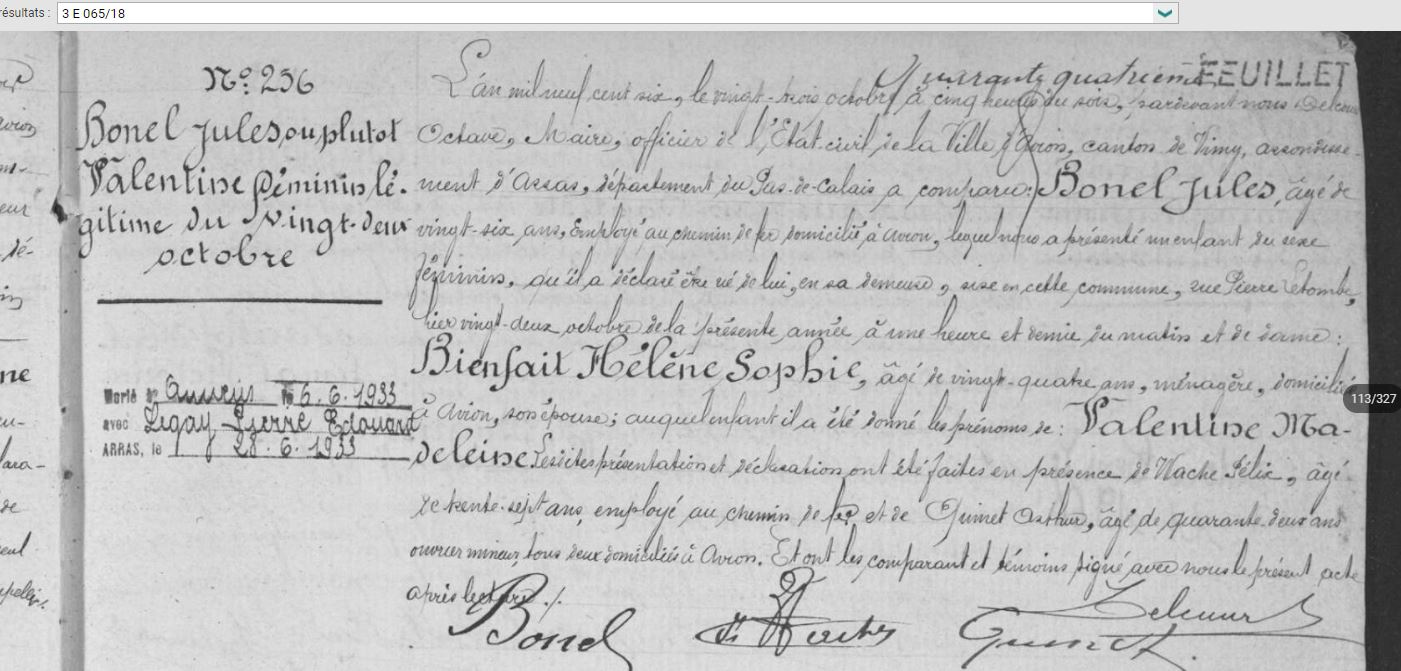
Acte de naissance de Valentine Madeleine Bonel.

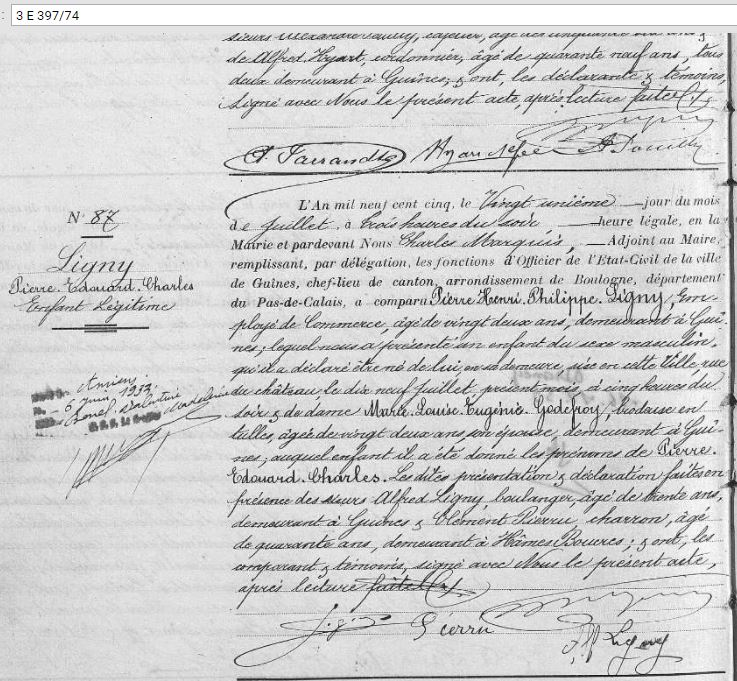
Acte de naissance de Pierre Édouard Charles Ligny.

Valentine Madeleine Bonel naît à Avion (Pas-de-Calais) le 22 octobre 1906 du mariage de Jules Bonel, employé au chemin de fer, et d'Hélène Sophie Bienfait, ménagère. Ses parents s'installent à Amiens alors qu'elle a 5 ans. 
Le 6 juin 1933 à Amiens, Valentine Bonel épouse Pierre Édouard Charles Ligny, né à Guînes (Pas-de-Calais) le 19 juillet 1905. Le couple s'installe dans le quartier de Saint-Acheul que Valentine ne quittera qu'en 2015.
Au retour de la Libération, son mari reconstruit la maison bombardée rue de Croÿ. Lors d'une sortie à Cayeux-sur-mer le 27 juillet 1947, son mari sauve de justesse un neveu en train de se noyer. Il le ramène sain et sauf sur le rivage, mais meurt d'un malaise quelques instants plus tard.
Valentine Ligny était employée de bureau aux établissements Boulogne, entreprise qui travaillait dans les équipements de salles de bain, appareils de chauffage et matériaux de construction.
Elle a trois filles (Nicole, Claudine et Françoise), six petits-enfants, treize arrière petits-enfants et une arrière-arrière-petite-fille début 2018,. C'est en 2015, à l’âge de 109 ans qu'elle doit quitter sa maison du quartier Saint-Acheul pour entrer en maison de retraite,.
Le 8 mars 2017, date du décès de Madeleine Ragon, elle devient la doyenne des Hauts-de-France.
Elle meurt le 4 janvier 2022 à l'âge de 115 ans.

## Pour approfondir